# Wesergebirgsweg
De Wesergebirgsweg is een lange-afstandswandelroute in Duitsland. De route meet 55 km en loopt van Porta Westfalica naar Hamelen v.v. De weg voert over de kam van het Wezergebergte.

## Netwerk wandelroutes
De route vormt samen met de Weserberglandweg een geheel van 210 km over het hele Wezergebergte.
De Weserberglandweg maakt deel uit van de Europese wandelroute E11, die loopt van Den Haag naar de grens van Polen met Litouwen. In Porta Westfalica sluit de Wesergebirgsweg aan op de Wittekindsweg, in Hamelen op de Harz-Niederländeweg.